# Romelu Lukaku
Romelu Menama Lukaku Bolingoli (* 13. května 1993 Antverpy) je belgický profesionální fotbalista, který hraje na pozici útočníka. Je hráčem italského klubu SSC Neapol. Od roku 2010 je také členem belgické reprezentace.
Na klubové úrovni hrál také za Anderlecht, Everton a Manchester United.
Účastník Mistrovství světa 2014 v Brazílii, EURA 2016 ve Francii, Mistrovství světa 2018 v Rusku a EURA 2020, které se konalo napříč Evropou.
Dokázal se výrazně prosadit mezi seniory na klubové úrovni i v reprezentaci již od svých 16 let. Jeho otec Roger Lukaku reprezentoval ve fotbale Zair, mladší bratr Jordan prošel stejně jako on mládežnickou akademií Anderlechtu.
V Anderlechtu dostal Romelu přezdívku „nový Drogba“, jemuž se podobá stylem hry a v minulosti i vzhledem, Didier Drogba je navíc jeho fotbalovým idolem.

## Klubová kariéra

### Anderlecht
Prošel mládežnickými kategoriemi Lierse SK a RSC Anderlecht. Před sezónou 2009/10, tedy jako šestnáctiletý, podepsal profesionální kontrakt s Anderlechtem. Krátce nato 24. května 2009 debutoval v mistrovském playoff zápase proti Standardu Lutych (Standard i Anderlecht získaly v sezóně shodně 77 bodů, o  titulu rozhodovaly 2 dodatečné playoff zápasy), v 69. minutě střídal obránce Víctora Bernárdeze. Anderlecht tento zápas prohrál 0:1 a protože v prvním zápase se zrodila remíza 1:1, titul získal Standard.

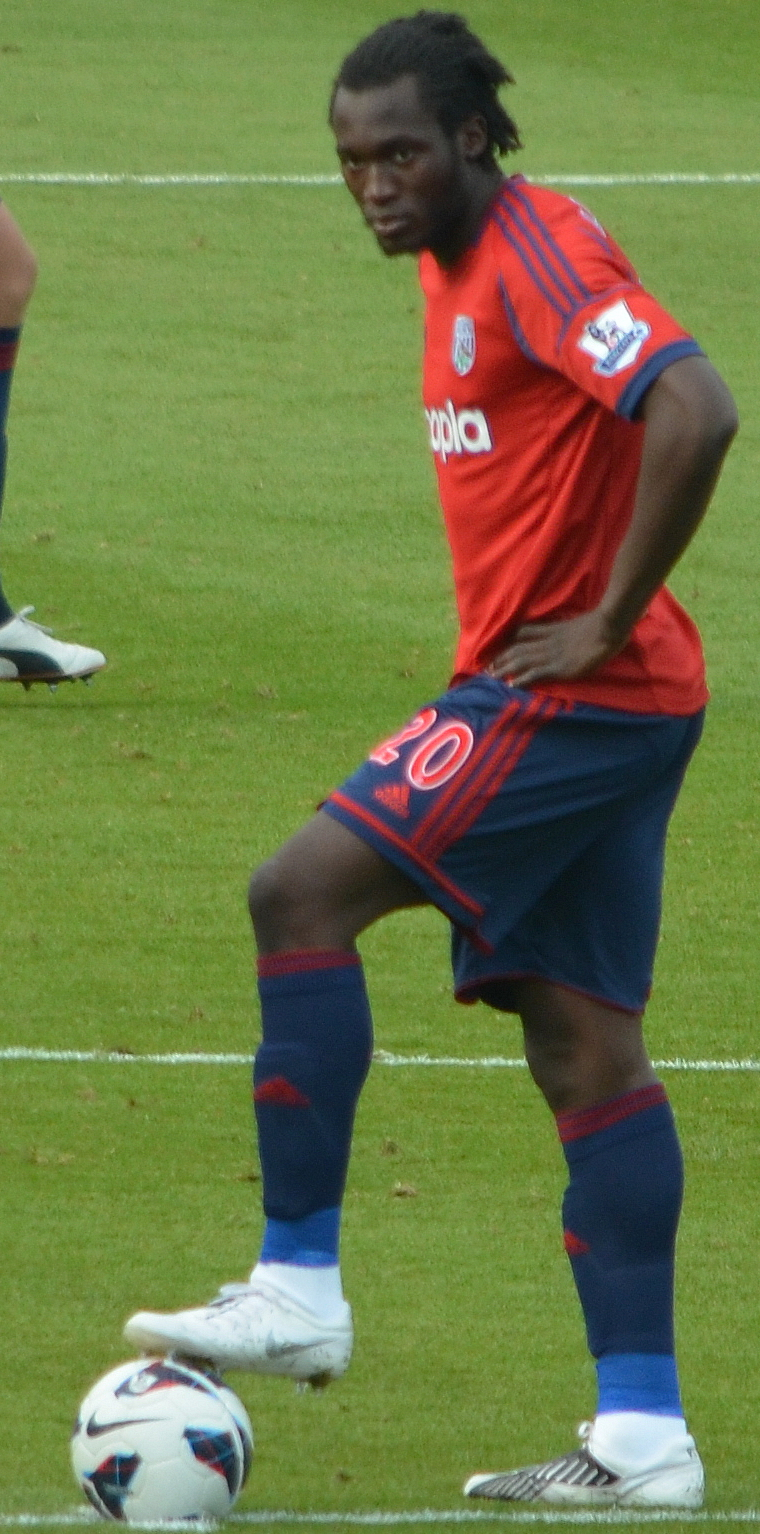
Romelu Lukaku v dresu West Bromwich Albion.

Lukaku se brzy prosadil do základní sestavy na pozici útočníka. Má pro tento post vhodné fyzické parametry (výška 193 cm), jeho hra se vedle průbojnosti vyznačuje i značnou rychlostí. Ve své první sezóně (2009/10) vstřelil ve 25 utkáních 15 branek a stal se králem střelců belgické ligy. Výrazně tak napomohl Anderlechtu k zisku domácího mistrovského titulu a v roce 2011 získal ocenění „Ebonová kopačka“, která se uděluje nejlepšímu hráči afrického původu v belgické lize.
V utkání Evropské ligy proti Ajaxu Amsterdam vstřelil svůj první gól v evropských pohárech.
V sezóně 2010/11 vstřelil 16 branek a začaly se o něj vážně zajímat evropské velkokluby jako Chelsea FC, Real Madrid, Inter Milán, Arsenal FC či Bayern Mnichov.
Sezónu 2011/12 začal sice v belgické lize, 6. srpna 2011 však Anderlecht oznámil, že se dohodl na přestupu s Chelsea FC, kam Lukaku odcestoval na zdravotní testy. Podrobnosti smlouvy nebyly zveřejněny, přestupní částka se odhaduje na 18 milionů liber.

### Chelsea FC
Lukaku podepsal v létě 2011 5letý kontrakt s Chelsea a dostal dres číslo 18 (toto číslo dříve nosil Jurij Žirkov). Debutoval v zápase proti týmu Norwich City FC, který Chelsea vyhrála 3:1, přišel na hřiště v 83. minutě za Fernanda Torrese. Druhý start si připsal při porážce 1:3 s Manchesterem United.
Nicméně od února 2012 nedostával v prvním týmu Chelsea příležitost a hrál za rezervu. Na konci své první sezóny v Anglii 2011/12 vyjádřil frustraci ze svého nízkého zápasového vytížení mj. tím, že odmítl převzít trofej pro vítěze Ligy mistrů (kterou Chelsea v sezóně vyhrála), protože necítil, že by byl důležitou součástí vítězného týmu. 18. června 2012 vstřelil Romelu Lukaku 2 góly v přípravném utkání proti týmu americké Major League Soccer (MLS) Seattle Sounders FC, které Chelsea vyhrála 4:2.
V Superpoháru UEFA 2013 proti FC Bayern Mnichov kopl v závěrečném penaltovém rozstřelu svoji penaltu velmi laxně a trofej tak získal soupeř. Trenér José Mourinho okamžitě zareagoval a další den ho poslal na hostování do Everton FC.
Po sezoně 2013/14 (hostoval v Evertonu) se chtěl dobře uvést na Mistrovství světa ve fotbale 2014 v Brazílii, kam se Belgie suverénně kvalifikovala, aby mohl změnit klub a opustit Chelsea.

#### West Bromwich Albion FC (hostování)
10. srpna 2012 odešel Lukaku na hostování do anglického klubu West Bromwich Albion FC. Debutoval v úvodním kole Premier League 2012/2013 proti Liverpoolu a podílel se na jeho porážce, když v 77. minutě vstřelil gól na 3:0 pro WBA a stanovil tak konečné skóre. Svým vystoupením přesvědčil trenéra Steva Clarka, aby mu dával v klubu více příležitostí. 19. května 2013 v posledním ligovém kole Premier League 2012/13 se podílel hattrickem na divoké remíze 5:5 v zápase proti Manchesteru United (po němž se mj. rozloučil s trenérskou kariérou sir Alex Ferguson). WBA skončil se ziskem 49 bodů na solidním osmém místě tabulky. Po úspěšné sezóně měl Lukaku nabídku z Liverpoolu, který ji musel předložit i Chelsea FC.

### Everton FC

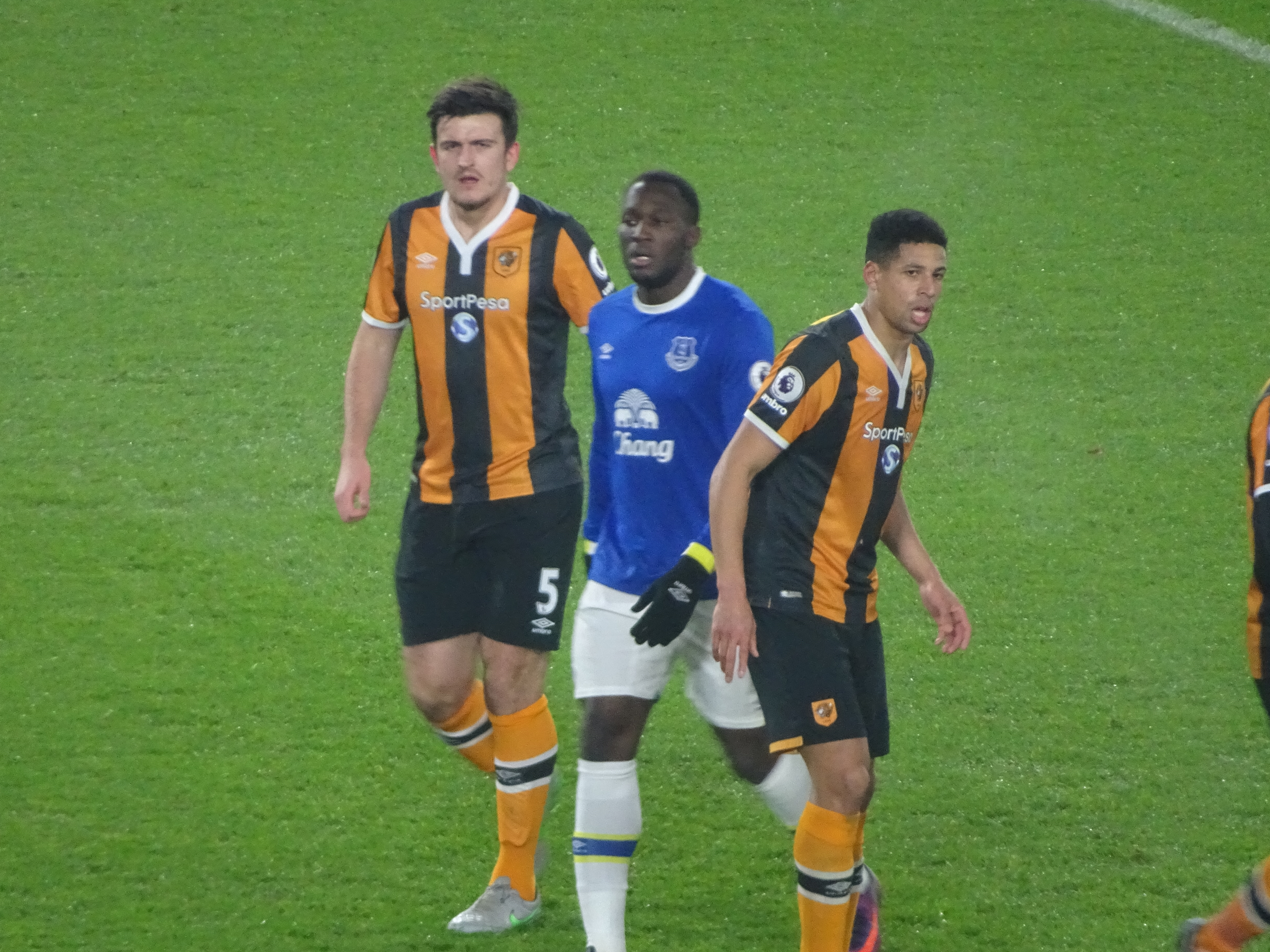
Lukaku jako hráč Evertonu mezi dvěma soupeři (prosinec 2016)

Začátkem září 2013 před koncem letního přestupového okna souhlasil s ročním hostováním v klubu Everton FC. První gól v novém působišti vstřelil při svém debutu 21. září proti domácímu West Hamu United, kdy zařídil vítěznou branku na konečných 3:2. 30. září na domácím hřišti proti Newcastle United vstřelil dva góly a výrazně přispěl k vítězství 3:2.
Dne 30. července 2014 natrvalo přestoupil za 28 milionů britských liber (35 milionů eur) z Chelsea do Evertonu, kde podepsal pětiletou smlouvu. Stal se tak nejdražším hráčem v historii tohoto celku z Liverpoolu, překonal nákup krajana Marouane Fellainiho z roku 2008.

Společně s brazilským útočníkem Alanem z FC Red Bull Salzburg se stal v dresu Evertonu s 8 góly nejlepším kanonýrem Evropské ligy 2014/15.

### Manchester United FC
V červenci 2017 přestoupil z Evertonu za bezmála 2,2 miliardy Kč do Manchesteru United, kde se opět sešel s trenérem José Mourinhem. Měl nahradit útočníky Zlatana Ibrahimoviće a Wayna Rooneyho.

### Inter Milán
Druhou sezónu v Miláně odstartoval jedním gólem v prvním ligovém zápase doma proti Fiorentině při výhře 4:3, na který navázal v dalším zářijovém zápase Serie A dvěma góly do sítě Beneventa při venkovní výhře 5:2.
Ke konci října se dvakrát střelecky prosadil v úvodním zápase skupiny Ligy mistrů proti Borussii Mönchengladbach a 21. října zachránil remízu 2:2.
Proti stejnému soupeři se prosadil znovu dvakrát 1. prosince, čímž pomohl vyhrát 3:2,
Inter se ale nakonec ze skupiny do osmifinále nedostal.
Ve dresu Interu Milán zaznamenal svůj 300. gól profesionální kariéry, když se dvakrát gólově prosadil proti Laziu Řím 14. února 2021 a pomohl vyhrát 3:1.
O týden později, 21. února, pomohl vyhrát 3:0 proti vedoucímu celku tabulky, proti AC Milán. Inter se posléze chopil čela tabulky, Lukaku mezitím srovnal 71letý rekord v italské lize, když skóroval ve čtvrtém milánském derby za sebou, což se naposledy podařilo Benitu Lorenzimu v roce 1950.
Začátkem května si Inter zaručil první mistrovský titul od roku 2010.
Lukaku získal svoji první klubovou trofej od mistrovského titulu v belgické lize rovněž v roce 2010, k čemuž přispěl 24 góly v lize. Více gólů dal jen Cristiano Ronaldo.
Koncem května byl vyhlášen nejužitečnějším hráčem Serie A.

### Chelsea podruhé
V srpnu 2021 zamířil znovu do Chelsea, která za něj Interu Milán zaplatila částku 97,5 milionů liber.

#### Inter Milán (hostování)
V červnu 2022 se vrátil zpátky do Interu Milán na roční hostování, Inter zaplatí 8 milionů eur (smlouva bez opce).
V červenci 2023 klub Inter Milán oznámil, že ztratilo zájem o Lukakua. Důvod je, že Lukaku vedl rozhovory o přestupu do klubu Juventus a posílají ho zpátky do Chelsea, kde už nebude pokračovat.

#### AS Řím (hostování)
Dne 31. srpna 2023 odešel zpátky do italské ligy na hostování tentokrát do AS Řím, kde bude působit v sezóně 2023/24.

## Reprezentační kariéra
V belgické seniorské reprezentaci debutoval 3. března 2010 stále jako šestnáctiletý v přátelském utkání proti Chorvatsku (domácí prohra 0:1). 17. listopadu 2010 v přátelském utkání proti Rusku ve Voroněži vstřelil oba góly Belgie při vítězství 2:0. Potřetí se prosadil v domácím přátelském zápase 15. srpna 2012 proti sousednímu Nizozemí, když zvyšoval na průběžných 3:2, fotbalový duel skončil vítězstvím Belgie 4:2.
6. února 2013 nastoupil v Bruggách v přátelském zápase proti hostujícímu Slovensku, Belgie zvítězila 2:1 gólem Driese Mertense z 90. minuty. 11. října 2013 zařídil 2 góly výhru 2:1 v kvalifikaci na MS 2014 proti domácímu Chorvatsku, čímž si Belgie definitivně zajistila postup na Mistrovství světa. 26. května 2014 v přípravném utkání před MS 2014 vstřelil hattrick Lucembursku, Belgie rozdrtila svého souseda 5:1. Nicméně FIFA tento zápas přehodnotila jako neoficiální, neboť belgický trenér Marc Wilmots chyboval, poslal při střídání na hřiště 7 nových hráčů, přičemž v přátelských zápasech je povoleno jednomu týmu vystřídat pouze šestkrát.
Mistrovství světa 2014
Marc Wilmots jej vzal na Mistrovství světa 2014 v Brazílii, kam Belgie suverénně postoupila z prvního místa evropské kvalifikační skupiny A. V prvních dvou zápasech (proti Alžírsku výhra 2:1, proti Rusku výhra 1:0) se nedokázal prosadit a byl střídán, Belgie skórovala vždy až po jeho odchodu. Navíc své vystřídání v utkání s Ruskem nevstřebal, kouči Wilmotsovi nepodal ruku. V osmifinále proti USA vyhrála Belgie poměrem 2:1 po prodloužení, Lukaku šel na hřiště na začátku prodloužení, vstřelil v něm vítězný gól a na další branku přihrál. Se šampionátem se Belgie rozloučila čtvrtfinálovou porážkou 0:1 s Argentinou.
EURO 2016
Trenér Marc Wilmots jej nominoval na EURO 2016 ve Francii, kde byli Belgičané vyřazeni ve čtvrtfinále Walesem po porážce 1:3. Nastoupil ve všech pěti zápasech svého mužstva na šampionátu a dvakrát skóroval (v utkání základní skupiny proti Irsku).

### Reprezentační góly
Góly Romela Lukaka v A-mužstvu Belgie:
| 010                  | 17. 11. 2010 | Voroněž, Rusko                                | Rusko       | 00:10(2.)   | 0:2 | přátelský zápas        |
| 02                   | 17. 11. 2010 | Voroněž, Rusko                                | Rusko       | 00:20(73.)  | 0:2 | přátelský zápas        |
| 03                   | 15. 8. 2012  | Stadion krále Baudouina, Brusel, Belgie       | Nizozemí    | 03:20(77.)  | 4:2 | přátelský zápas        |
| 04                   | 11. 10. 2013 | Stadion Maksimir, Záhřeb, Chorvatsko          | Chorvatsko  | 00:10(15.)  | 1:2 | kvalifikace na MS 2014 |
| 05                   | 11. 10. 2013 | Stadion Maksimir, Záhřeb, Chorvatsko          | Chorvatsko  | 00:20(38.)  | 1:2 | kvalifikace na MS 2014 |
| 06                   | 26. 5. 2014  | Cristal Arena, Genk, Belgie                   | Lucembursko | 01:00(3.)   | 5:1 | přátelský zápas        |
| 07                   | 26. 5. 2014  | Cristal Arena, Genk, Belgie                   | Lucembursko | 02:10(23.)  | 5:1 | přátelský zápas        |
| 08                   | 26. 5. 2014  | Cristal Arena, Genk, Belgie                   | Lucembursko | 03:10(53.)  | 5:1 | přátelský zápas        |
| 06                   | 1. 6. 2014   | Friends Arena, Stockholm, Švédsko             | Švédsko     | 00:10(34.)  | 0:2 | přátelský zápas        |
| 07                   | 1. 7. 2014   | Itaipava Arena Fonte Nova, Salvador, Brazílie | USA         | 02:00(105.) | 2:1 | MS 2014                |
| 08                   | 12. 11. 2014 | Stadion krále Baudouina, Brusel, Belgie       | Island      | 03:10(74.)  | 3:1 | přátelský zápas        |
| Platí k 13. 11. 2014 |              |                                               |             |             |     |                        |

## Úspěchy
- Tým roku Premier League podle PFA – 2016/17[50]
- Sestava sezóny Evropské ligy UEFA – 2019/20[51]